# Claudie Lemeret
Claudie Lemeret, née en 1947 à Fort-de-France (Martinique), est une speakerine. Elle est la deuxième speakerine antillaise, à la télévision française nationale, de Paris, la métropole et les D.O.M.-T.O.M.

## Biographie
Claudie Lemeret fait partie de l'équipe du magazine Sélection.
Troisième speakerine antillaise sur la télévision française, entre la Martiniquaise Sylvette Cabrisseau, et la Guadeloupéenne Babette de Rozières, elle commence sa carrière le 31 mars 1971 sur la seconde chaîne de télévision de l'ORTF. Elle remplace d'ailleurs Sylvette Cabrisseau.
En août 1971 elle est en couverture de Télé Poche puis de l'hebdomadaire La semaine radio télé en janvier 1973 (cf. photos, outre la 17e en partant du haut, de cette autre page).
Employée sur la seconde chaîne jusqu'au début janvier 1975, elle est ensuite speakerine sur Antenne 2 de janvier 1975 à 1977.